# José Constanza
José Constanza (né le 1er septembre 1983 à Santo Domingo, République dominicaine) est un voltigeur des Rays de Tampa Bay de la Ligue majeure de baseball.

## Carrière
José Constanza signe son premier contrat professionnel avec les Indians de Cleveland le 13 juin 2003. Il joue en ligues mineures avec des clubs affiliés aux Indians de 2005 à 2010.
En février 2011, il participe à la Série des Caraïbes avec les Toros del Este.
En 2011, il rejoint les Braves d'Atlanta et poursuit sa carrière dans les mineures, où il se distingue par sa vitesse et son habileté à voler des buts.
Constanza fait ses débuts dans le baseball majeur avec les Braves d'Atlanta, qui le font graduer des Braves de Gwinnett, leur club-école de niveau AAA dans la Ligue internationale. À son premier match dans les grandes ligues le 29 juillet 2011, Constanza réussit son premier coup sûr et produit un point grâce à un simple aux dépens du lanceur Michael Dunn des Marlins de la Floride. Il frappe son premier circuit en carrière le 7 août contre Dillon Gee des Mets de New York. Constanza réussit 2 circuits et produit 10 points en 42 matchs et frappe pour une moyenne au bâton de ,303 avec Atlanta en 2011.
Il joue 112 matchs des Braves de 2011 à 2014, frappant pour ,273 de moyenne au bâton avec deux circuits et 12 buts volés.
Il rejoint les Rays de Tampa Bay le 31 août 2015.